# アルキデスヒラタクワガタ

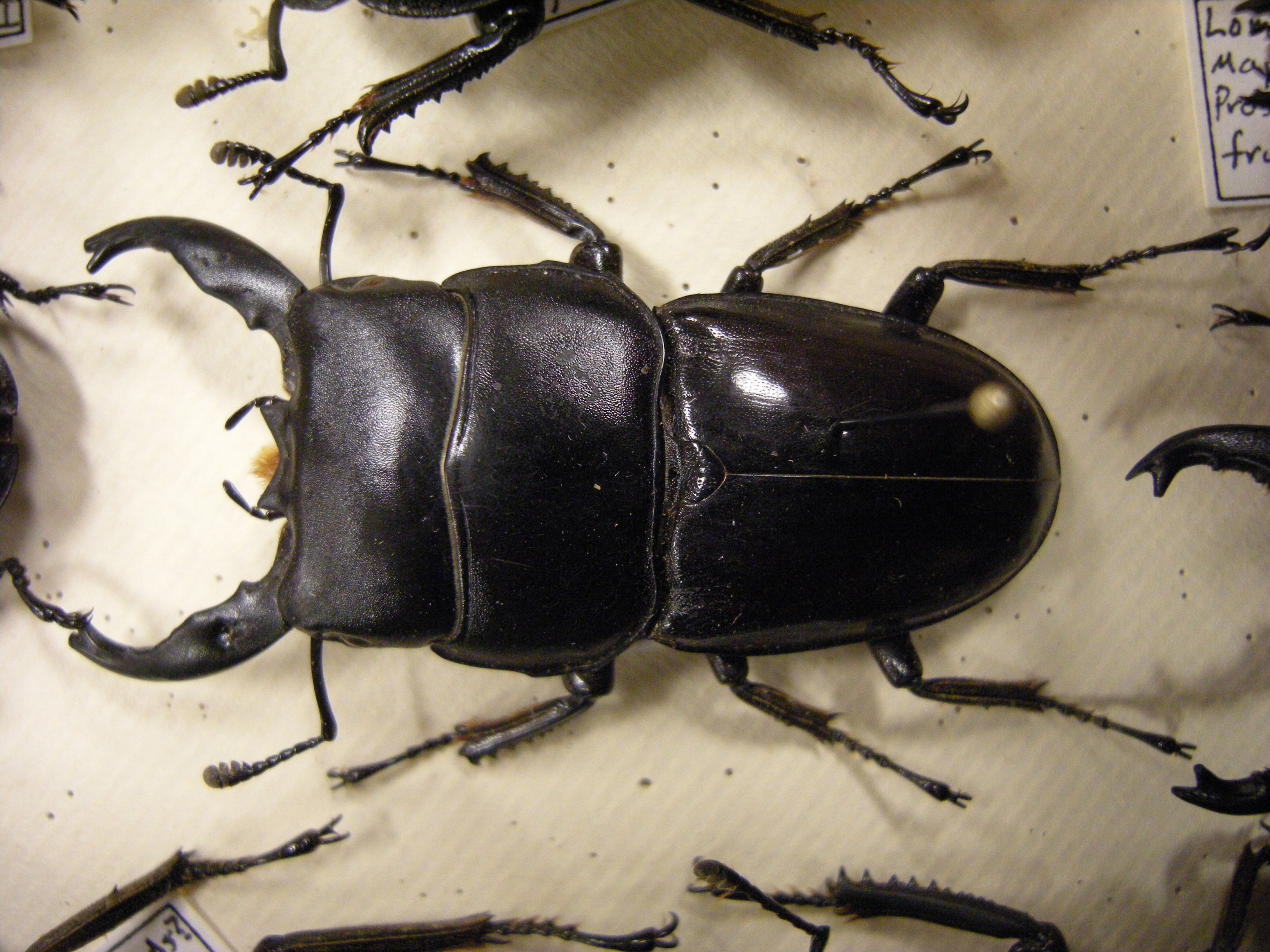
幅広い頭部

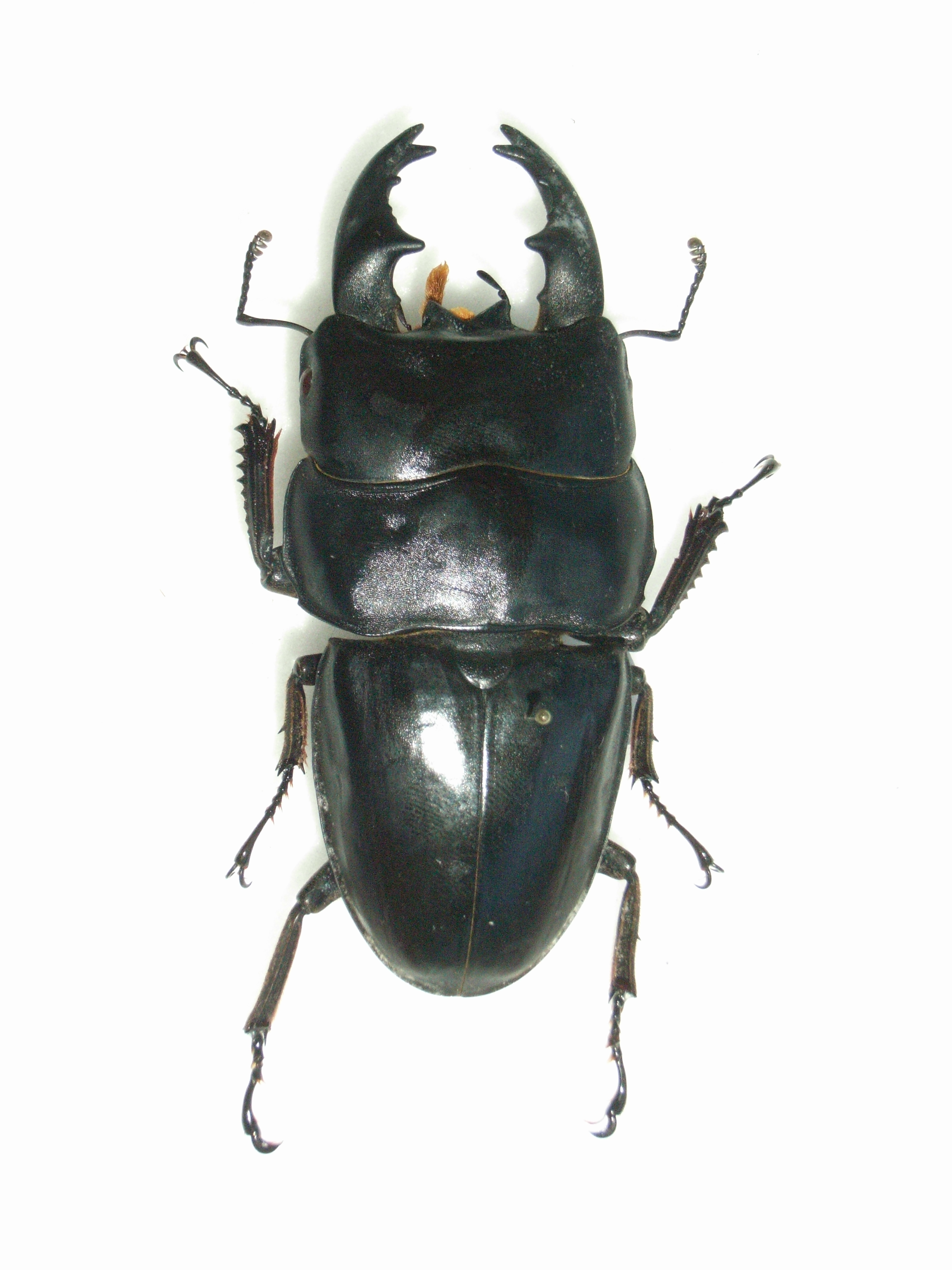
短歯型　雄

アルキデスヒラタクワガタ（Dorcus  alcides）は、コウチュウ目クワガタムシ科クワガタ属に分類されるクワガタムシの一種。
スマトラオオヒラタやパラワンオオヒラタといったオオヒラタクワガタとの関係も近く、身体の大きさも引けを取らないことから愛好者の間でアルキデスオオヒラタクワガタと呼ばれることもある。また横幅が広く太いことからアルキデスフトヒラタクワガタ、または単にフトヒラタクワガタと記した図鑑もある。

## 分布と生態
スマトラ島特産種で、標高800-1800mの熱帯雨林帯から高地照葉樹林帯にかけて棲息する。特に標高1200-1600mの高地湿原や沼地の縁、河川の岸の林に多い。多産する地域は限られており、アチェ州Laut Tawar湖周辺、北スマトラ州Karo高原、Toba湖周辺、西スマトラ州Talang山麓からKerinci山麓にかけて、ベンクル州、南スマトラ州Dempo山、ランプン州Pesagi山などが産地として知られているが森林開発や大規模火山噴火によって壊滅・縮小した産地も多い。
ウラジロエノキ、スマトラショウベンノキ、ヒラミカンコノキ、ヤナギイチゴ、アボカド、マメ科デイゴ属、マメ科アカシア属、ブナ科マテバシイ属など多様な広葉樹を食樹とする。夜行性で昼は2本の幹や枝が接した隙間、木の洞や樹幹の着生植物の下、樹根の下に掘った巣穴などに潜んでいる。
カミキリムシなど他の昆虫が食害した傷口から流れ出る樹液に集まることは少なく、自ら頑丈な大顎で樹皮を齧って樹液を湧出させる。
本種が樹皮を齧って湧出した樹液に他種のクワガタムシやカナブン、ハナムグリ、ケシキスイ、スズメバチ、チョウなど多種の昆虫が集まる様子が観察されることがある。
同じ環境に生息し、同じ樹種の樹液に集まるクワガタムシの種類は数多いがほとんどの場合圧倒的な体格差により本種が最も優位にあり、最高の場所を占有する。
大型のオスは巣穴に複数のメスを住まわせていることが多い。小型のオスがメスに紛れて入っていたり、他種のクワガタムシ（Dorcus reichei, Prosopocoilus spectabilisなど）が入り込んでいることもある。
もう1つの巨大種スマトラオオヒラタクワガタは標高100-1000mの低地から中山帯に棲息するが、標高800-1000mで混棲している地域がある。混棲地において出現期や食樹の選好などによる棲み分けは特に見られないので（両者とも成虫の寿命が長く年間を通じて活動する）出会って闘争することもあると考えられるが観察例は知られておらず、どちらが優位にあるかは不明（飼育下観察での闘争具合では、スマトラヒラタの方が優位ともいわれる）。
幼虫はやや水分の多い立枯れの下部や根部、倒木に見られ、1本の朽木から本種とスマトラオオヒラタクワガタの両方が見つかった例がある。

## 特徴
ヒラタクワガタの仲間の中では最大級の種の一つである。
♂31mm - 104mm、♀25mm - 50mm。
ただし♂104mmは大腮が長い長歯型の記録で、大腮を除く体の大きさではこれを上回る短歯型の標本が知られる。未公認の記録では体長でも104mmを上回る巨大な短歯型の標本が存在するといわれる。
本種の特筆すべき点は、♂の身体の横幅がクワガタムシの中で最も広くなることである。体幅は前胸中央部付近で最大となり43mmあるいはそれ以上にもなる。大腮の力はクワガタムシ全種の中でも最上級と考えられ、特に短歯型（後述）の咬筋力は挟む力が強いヒラタクワガタ類の中でも最高と言われている。そのため、本種の取り扱いには細心の注意が必要となり、特に短歯型に噛まれた際には出血を伴う可能性が高い。またヒラタクワガタの仲間だけに気性も荒く、♂は交尾を拒否した♀を強力な大腮で挟み殺してしまう事もある。一方で自分が明らかに不利と分かっている相手に対しては（追い詰められない限り）こちらからは一切攻撃せずに、逃げに徹するという賢さも持ち合わせている。
本種の雄の大腮には2つの型が知られている。その1つ長歯型は大腮がやや細く長く先端が二股に分かれ、内歯は小さく不明瞭で大きな内歯は現れない。もう１つの短歯型は大腮が非常に太く短く、付け根付近に大きな第一内歯が発達し、その外見は工具のニッパーを彷彿とさせるものとなる。歯型は連続的に変異し、中間的な形状の大腮を持つ個体も存在するが多くはない。一般にクワガタムシの♂の大腮の形状は体長と相関関係があり、大型の個体ではその大腮も長く立派な長歯型になることが殆どである。しかし本種においては、体長90mmを超える大型個体にも長歯型のみならず短歯型が多く発生し、モーレンカンプのコレクションに収蔵されている19世紀末に採集された短歯型の標本は体長97mm前胸幅43mmにも及ぶ。1980年代に本種の大型標本を数多く輸入した西山保典によると巨大な個体はほぼ全て短歯型であったという。なお、歯型の分化は中型以上の個体では明瞭であるが小型個体では不明瞭になる。どのような原因で長歯型と短歯型のどちらになるかについては判明していない。原生林では短歯型が多く、採集圧が高い二次林や農地周辺林では長歯型が多くなる傾向があるが定量的に調査された記録はない。

## 飼育
他のヒラタクワガタと同様の方法で飼えるが、暑さには弱く、スマトラオオヒラタクワガタよりもやや低温な環境での飼育が好ましい。また湿地帯に棲息しているため飼育下でもかなり湿潤な環境を好む。成虫の寿命は約1年半ほど。♂は非常に攻撃的なので、ペアリングや餌交換、掃除の際には噛まれないよう注意が必要である。
幼虫は材飼育の他、菌糸瓶でもマットでも育つ。他のヒラタクワガタと同様に、腐食の進んだ軟らかめの材や劣化の進んだ菌床を好む傾向が見られる。